# Gehaus
Gehaus is een dorp in de Duitse gemeente Dermbach in het Wartburgkreis in Thüringen. Het dorp wordt voor het eerst genoemd in 1355.
In 1996 ging de tot dan zelfstandige gemeente op in de gemeente Stadtlengsfeld, die op  1 januari 2019 werd opgenomen in de gemeente Dermbach.
Bernshausen · Brunnhartshausen · Dermbach · Diedorf · Föhlritz · Glattbach · Gehaus · Hartschwinden · Hohenwart · Lindenau · Lindigshof · Mebritz · Menzengraben · Neidhartshausen · Oberalba · Stadtlengsfeld · Steinberg · Unteralba · Urnshausen · Zella/Rhön